# من مرد تو هستم (آلبوم لئونارد کوهن)
«من مرد تو هستم» هشتمین آلبوم استودیویی از هنرمند اهل کانادا لئونارد کوهن است که در سال ۱۹۸۸ میلادی منتشر شد. این آلبوم در لس‌آنجلس و مونترئال ضبط شده‌است.